# Castilla (tỉnh)
Tỉnh Castilla (tiếng Tây Ban Nha: Provincia de Castilla) là một tỉnh thuộc vùng Arequipa của Peru. Tỉnh Castilla có diện tích 7635 km², dân số thời điểm theo điều tra dân số ngày 11 tháng 7 năm 1993 là 36864 người. Tỉnh lỵ đóng ở Aplao.